# Emanuel López
Emanuel López (Rosario, 1986. április 18. –) argentin válogatott vízilabdázó, aki részt vett a kazanyi rendezésű 2015-ös férfi vízilabda-világbajnokságon.